# Vesperelater
Vesperelater là một chi bọ cánh cứng trong họ 
Elateridae.
Chi này được miêu tả khoa học năm 1975 bởi Costa.

## Các loài
Các loài trong chi này gồm:
- Vesperelater arizonicus (Hyslop, 1918)
- Vesperelater gemmiferus (Germar, 1841)
- Vesperelater occidentalis (Champion, 1896)
- Vesperelater ornamentum (Germar, 1841)